# A Pannonhalmi Bencés Főapátság orgonája
A Pannonhalmi Bencés Főapátság két orgonája közül a főorgona hárommanuálos, pedálos, mechanikus csúszkaládás orgona 41 regiszterrel, a szentélyorgona 4 regiszteres kis pozitívorgona.

## Pannonhalma
Pannonhalmát és az apátságot 996-ban Géza fejedelem alapította. A török hódoltság után 1802-ben foglalták el a bencés szerzetesek újra az apátságot. Mai végső formáját 1823 és 1833 között nyerte el, s ezeréves fennállása alkalmából 1996-ban a kulturális világörökség része lett.

## A főorgona

### Története
1985-ben az Aquincum Orgonaüzem Kft. – a Rieger Testvérek orgonagyár jogutódja – új orgonát épített az apátság kórusának, mechanikus csúszkaládás szerkezetben, 6 sor mechanikus setzerkombinációval. Kovács Gábor művezető irányításával Gál István és Mészáros Károly mesterek készítették az orgona műszaki terveit; az intonáció Mészáros Károly és Varga László munkája. 1998-ban az Aquincum Orgonaüzem a mechanikus setzerkombinációt elektromosra cserélte. Ez legalább a hatodik orgona az apátság történetében.

### Diszpozíciója
| Pedal                | I. Hauptwerk          | II. Rückpositiv                 | III. Schwellwerk            |
| -------------------- | --------------------- | ------------------------------- | --------------------------- |
| Prinzipalbass 16’    | Bourdon 16’           | Holzgedackt 8’                  | Rohrflöte 8’                |
| Subbass 16’          | Prinzipal 8’          | Quintatön 8’                    | Salizional 8’               |
| Quintbass 10 2/3’    | Koppelflöte 8’        | Prinzipal 4’                    | Unda maris 8’ c0-tól        |
| Octavbass 8’         | Gemshorn 8’           | Spitzflöte 4’                   | Prinzipal 4’                |
| Gedacktbass 8’       | Octave 4’             | Sesquialtera 2× 2 2/3’ + 1 3/5’ | Nachthorn 4’                |
| Choralbass 4’        | Hohlflöte 4’          | Octav 2’                        | Nasat 2 2/3’                |
| Rauschbass 4× 2 2/3’ | Rauschquint 2× 2 2/3’ | Quint 1 1/3’                    | Spillflöte 2’               |
| Posaune 16’          | Cornett 4× 2 2/3’     | Scharff 4× 1/2’                 | Terzsept 2× 1 3/5’ + 1 1/7’ |
| Trompete 8’          | Mixtur 4–6× 1 1/3’    | Krummhorn 8’                    | Mixtur 4×                   |
| P + I                | Zimbel 3× 1/2’        | Tremulant                       | Dulzianregal 16’            |
| P + II               | Trompete 8’           | II + III                        | Oboe 8’                     |
| P + III              | I + II                |                                 | Schalmei 4’                 |
|                      | I + III               |                                 | Tremulant                   |

## A szentélyorgona

### Története
A szentélyorgonát 1778-ban feltehetően Corte József budai orgonaépítő mester készítette ismeretlen helyre. Az orgona megrendelője Fiala Vazul szerzetes és pap volt. Az orgona rövid mélyoktávval készült, pedál nélkül. 1762-ben e kis pozitívorgona a Halimba melletti Szőc faluból került Pannonhalmára. 1818-ban Vincentus Tarna mester javította, 1927-ben Nagy Kálmán javította és hangolta. 2002-ben Albert Miklós győri orgonaépítő mester teljes rekonstrukciót végzett az orgonán, melyért Kézműves Remekdíjat kapott.

### Diszpozíciója
| I. Hauptwerk     |
| ---------------- |
| Coppel maior 8'  |
| Coppel minor 4’  |
| Principal 2’     |
| Mixtur 2× 1 1/3’ |